# 北叉半島
40°58′03″N 72°37′12″W / 40.96750°N 72.62000°W

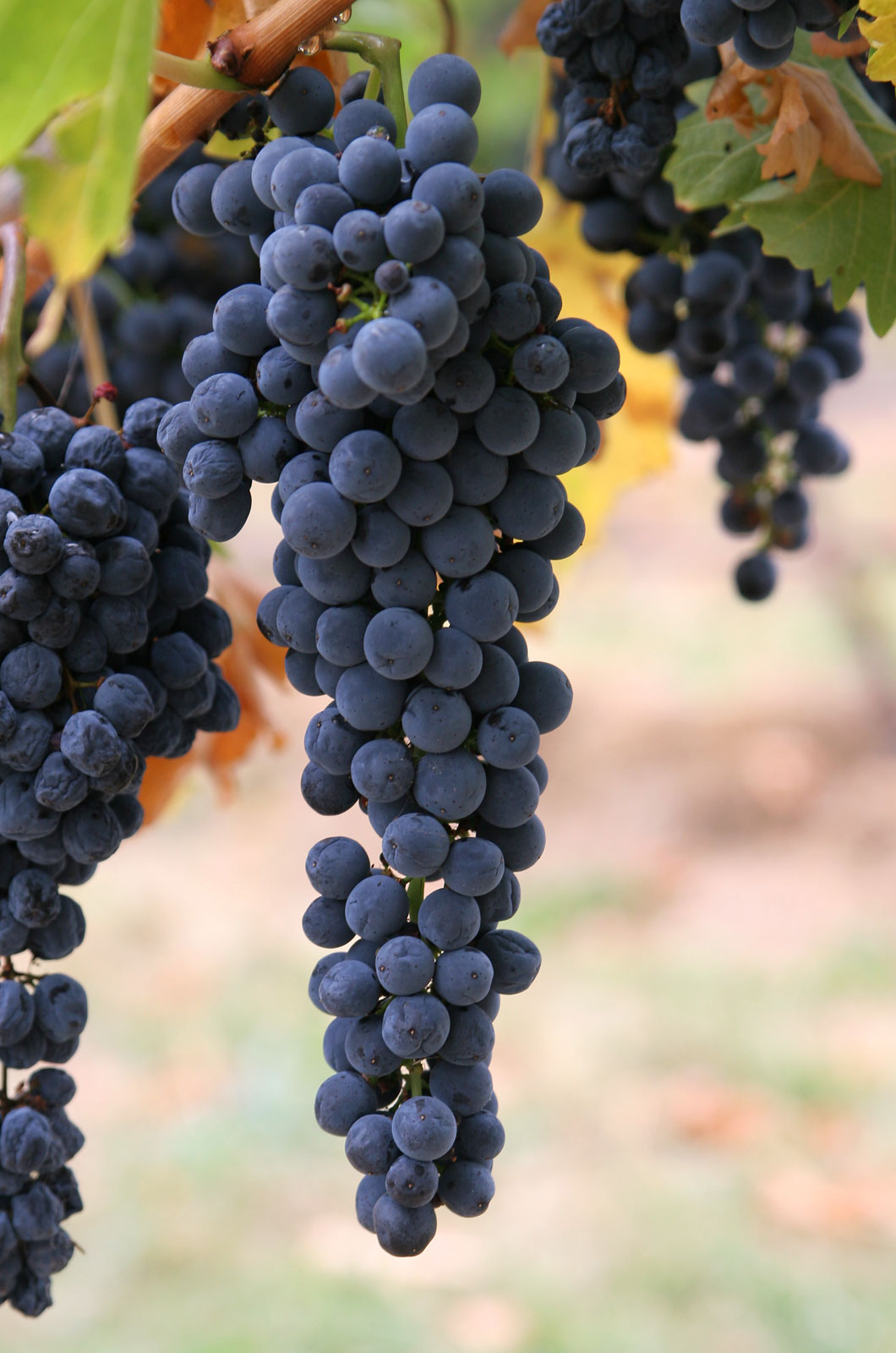
北叉半島農業發達，其上有30余個葡萄園和酒莊

北叉半島是美國紐約州薩福克縣東北部的一個45千米長的半島，與長島東端的一個更長的半島——南叉半岛大致平行。儘管該半島始於里弗海德的東部，但北叉（North Fork）也可以泛指里弗海德和紹斯霍爾德的所有市鎮和村莊。從北叉半島的最東點坐船便可到達康涅狄格州的新倫敦。
北叉半島從曼哈頓以東約75英里（120千米）處開始。它與漢普頓地區一起，共同組成了長島的東段。